# Zeuxíades (artista)
Zeuxíades (en grec antic: Ζευξιάδης, Zeuxiădes) fou un pintor de ceràmica de l'antiga Grècia. El seu nom apareix en una ceràmica de l'anomenada col·lecció Canino, llegit ΖΕΥΞΙΑΔΕΣ o bé ΖVΣΙΑΔΕΣ.